# エドワード・レル・マディガン
エドワード・レル・マディガン（英語：Edward Rell Madigan、1936年1月13日 - 1994年12月7日）は、アメリカ合衆国の政治家。共和党に所属し、ジョージ・H・W・ブッシュ政権で第24代農務長官を務めた。

## 生涯
1936年1月13日にイリノイ州リンカーンに誕生する。リンカーン短期大学で学び、1955年にビジネスの準学士号を取得した。マディガンはリンカーン市内でタクシー会社のイエロー・アンド・リンカーン・キャブ・カンパニーを経営した。
1965年から1969年までリンカーンの都市計画審議委員会の委員を務めた。また1967年から1973年までイリノイ州下院議員も務めた。1972年11月、マディガンは共和党から連邦下院議員に選出された。マディガンは以降1991年まで10期連続で連邦下院議員を務めた。マディガンは1983年から1991年まで、アメリカ合衆国下院農業委員会に所属した。マディガンは1986年に共和党副院内幹事を務めた。1989年に共和党院内幹事を目指したが、ジョージア州選出のニュート・ギングリッチに僅差で敗れた。マディガンは1991年3月に連邦下院議員を辞任した。
1991年3月から1993年1月まで農務長官を務めた。1994年12月7日、イリノイ州スプリングフィールドにおいて、肺癌により死亡した。遺体はイリノイ州リンカーンの聖十字墓地に埋葬された。